# Ermin Bičakčić
Ermin Bičakčić, né le 24 janvier 1990 à Zvornik en Yougoslavie, aujourd'hui en Bosnie-Herzégovine, est un footballeur international bosnien, qui évolue au poste de défenseur a l'Eintracht Brunswick.

## Biographie

### Les débuts
Bičakčić commence sa carrière avec les équipes de jeunes au SpVgg Möckmühl puis au FC Heilbronn. En 2006, il rejoint le VfB Stuttgart en équipe de jeune, puis en réserve lors de la saison 2009-10. 
Il fait ses débuts en réserve le 23 mars 2010, lors de la 25e journée de 3. Liga (D3) contre le SV Sandhausen. Il remplace Felice Vecchione à la 46e minute de la partie (victoire 3-0). Avec la réserve, Bičakčić a joué 23 matchs en troisième division.

### VfB Stuttgart
Après avoir fait ses preuves, Bičakčić rejoint le groupe professionnel mais doit se contenter de rares apparitions ne prenant part qu'à un seul match de Bundesliga, trois matchs et un but de coupe et deux apparition en Ligue Europa portant son total à six matchs disputés et un but de 2010 à 2011.
Bičakčić fait ses débuts en équipe première au 2e tour de la Coupe d'Allemagne 2010-11, le 27 octobre 2010 contre le Chemnitzer FC. Il remplace Georg Niedermeier à la 46e minute de la partie (victoire 3-1). Pour son premier match en Ligue Europa en phase de groupe, le 1er décembre contre le Young Boys Berne. Il est titulaire pour la première fois de la saison (défaite 4-2). Pour son deuxième match en Ligue Europa, il est titulaire contre l'OB Odense le 16 décembre (victoire 5-1).
Il fait ses débuts en Bundesliga le 19 décembre 2010, lors de la 17e journée de Bundesliga contre le Bayern Munich. Il commence le match comme titulaire et est remplacé à la 60e minute par Khalid Boulahrouz (défaite 5-3). Trois jours plus tard, il rentre à la 88e minute à la place de Christian Gentner contre le Bayern Munich, en huitième de finale de la Coupe d'Allemagne (défaite 6-3). Le 29 juillet 2011, il marque son premier but en match officiel, lors du premier tour de Coupe d'Allemagne face au Wehen Wiesbaden (victoire 2-1).

### Eintracht Brunswick
Le 8 janvier 2012, Bičakčić rejoint l'Eintracht Brunswick en 2. Bundesliga et signe un contrat jusqu'en 2013. 
Il fait ses débuts comme titulaire en 2. Bundesliga le 5 février 2012, lors de la 20e journée de 2. Bundesliga contre l'Eintracht Francfort (défaite 2-1). Le 11 mars, il marque son premier but en 2. Bundesliga, lors de la 25e journée de 2. Bundesliga face à l'Energie Cottbus (1-1).
Avec l'Eintracht, il est devenu un titulaire régulier en 2. Bundesliga, ne manquant qu'un match de championnat entre février 2012 et mai 2013. En janvier 2013, Bičakčić prolonge son contrat de deux ans, jusqu'en 2015. À la fin de la saison 2012-13, l'Eintracht termine vice-championne de 2. Bundesliga à 9 points de l'Hertha Berlin.
Bičakčić fait ses débuts avec l'Eintracht en Bundesliga, le 10 août 2013 (1re journée) défaite 0-1 à domicile contre le Werder Brême.

### TSG 1899 Hoffenheim
Le 20 mai 2014, Bičakčić s'engage avec le TSG 1899 Hoffenheim pour trois années.

### Équipe nationale

#### Parcours avec les équipes de jeunes
Le 16 mai 2008, Bičakčić a reçu la citoyenneté allemande. Six jours plus tard, il fait ses débuts en U-18 d'Allemagne contre la Turquie. 
Le 21 avril 2009, Bičakčić a fait ses débuts en U-19 de la Bosnie-Herzégovine contre la Slovénie. En juin 2013, il a reçu son passeport bosnien et a maintenant la double nationalité.

#### Parcours en A
Ermin Bičakčić est convoqué pour la première fois par le sélectionneur national Safet Sušić pour un match amical face aux États-Unis le 14 août 2013. Il honore ainsi sa première sélection en tant que titulaire (défaite 4-3). Lors de sa troisième sélection, le 10 septembre 2013, il marque son premier but en équipe de Bosnie-Herzégovine lors d'un match des éliminatoires de la Coupe du monde 2014 face à la Slovaquie (victoire 2-1).
Le 5 mai 2014, Safet Sušić le convoque dans la liste des 23 joueurs participant à la Coupe du monde 2014. 
Il compte 8 sélections et un but avec l'équipe de Bosnie-Herzégovine depuis 2013.

## Palmarès
- Avec l'Eintracht Brunswick : 
  - vice-champion de 2. Bundesliga en 2014.

## Statistiques

### Statistiques en club
| Saison                | Club                  | Championnat           | Championnat | Championnat | Coupe(s) nationale(s) | Coupe(s) nationale(s) | Compétition(s) continentale(s) | Compétition(s) continentale(s) | Compétition(s) continentale(s) | Bosnie-Herzégovine | Bosnie-Herzégovine | Total | Total |
| Saison                | Club                  | Division              | M.          | B.          | M.                    | B.                    | Comp.                          | M.                             | B.                             | M.                 | B.                 | M.    | B.    |
| 2010-2011             | VfB Stuttgart         | Bundesliga            | 1           | 0           | 2                     | 0                     | C3                             | 2                              | 0                              | -                  | -                  | 5     | 0     |
| 2011-2012             | VfB Stuttgart         | Bundesliga            | -           | -           | 1                     | 1                     | -                              | -                              | -                              | -                  | -                  | 1     | 1     |
| Sous-total            | Sous-total            | Sous-total            | 1           | 0           | 3                     | 1                     | -                              | 2                              | 0                              | -                  | -                  | 6     | 1     |
| 2011-2012             | Eintracht Brunswick   | 2. Bundesliga         | 15          | 1           | -                     | -                     | -                              | -                              | -                              | -                  | -                  | 15    | 1     |
| 2012-2013             | Eintracht Brunswick   | 2. Bundesliga         | 33          | 3           | 2                     | 0                     | -                              | -                              | -                              | -                  | -                  | 35    | 3     |
| 2013-2014             | Eintracht Brunswick   | Bundesliga            | 31          | 0           | 1                     | 0                     | -                              | -                              | -                              | 8                  | 1                  | 40    | 1     |
| Sous-total            | Sous-total            | Sous-total            | 79          | 4           | 3                     | 0                     | -                              | -                              | -                              | 8                  | 1                  | 90    | 5     |
| 2014-2015             | TSG 1899 Hoffenheim   | Bundesliga            | 24          | 1           | 4                     | 1                     | -                              | -                              | -                              | 3                  | 0                  | 31    | 2     |
| 2015-2016             | TSG 1899 Hoffenheim   | Bundesliga            | 21          | 0           | 1                     | 0                     | -                              | -                              | -                              | 3                  | 1                  | 25    | 1     |
| 2016-2017             | TSG 1899 Hoffenheim   | Bundesliga            | 18          | 1           | 1                     | 0                     | -                              | -                              | -                              | 5                  | 1                  | 24    | 2     |
| 2017-2018             | TSG 1899 Hoffenheim   | Bundesliga            | 9           | 0           | 1                     | 0                     | C1+C3                          | 1+2                            | 0+0                            | 5                  | 0                  | 18    | 0     |
| 2018-2019             | TSG 1899 Hoffenheim   | Bundesliga            | 25          | 1           | 2                     | 0                     | C1                             | 3                              | 0                              | -                  | -                  | 30    | 1     |
| 2019-2020             | TSG 1899 Hoffenheim   | Bundesliga            | 21          | 2           | 1                     | 0                     | -                              | -                              | -                              | -                  | -                  | 22    | 2     |
| 2020-2021             | TSG 1899 Hoffenheim   | Bundesliga            | 2           | 1           | 1                     | 0                     | C3                             | -                              | -                              | -                  | -                  | 3     | 1     |
| 2021-2022             | TSG 1899 Hoffenheim   | Bundesliga            | 1           | 0           | -                     | -                     | -                              | -                              | -                              | -                  | -                  | 1     | 0     |
| 2022-2023             | TSG 1899 Hoffenheim   | Bundesliga            | 9           | 0           | -                     | -                     | -                              | -                              | -                              | -                  | -                  | 9     | 0     |
| Sous-total            | Sous-total            | Sous-total            | 130         | 6           | 11                    | 1                     | -                              | 6                              | 0                              | 16                 | 2                  | 163   | 9     |
| 2023-2024             | Eintracht Brunswick   | 2. Bundesliga         | 8           | 2           | -                     | -                     | -                              | -                              | -                              | -                  | -                  | 8     | 2     |
| Sous-total            | Sous-total            | Sous-total            | 8           | 2           | 0                     | 0                     | -                              | 0                              | 0                              | 0                  | 0                  | 8     | 2     |
| Total sur la carrière | Total sur la carrière | Total sur la carrière | 218         | 12          | 17                    | 2                     | -                              | 8                              | 0                              | 24                 | 3                  | 267   | 17    |

### Buts en sélection
Le tableau suivant liste tous les buts inscrits par Ermin Bičakčić avec l'équipe de Bosnie-Herzégovine.